# 587e régiment d'aviation de bombardement

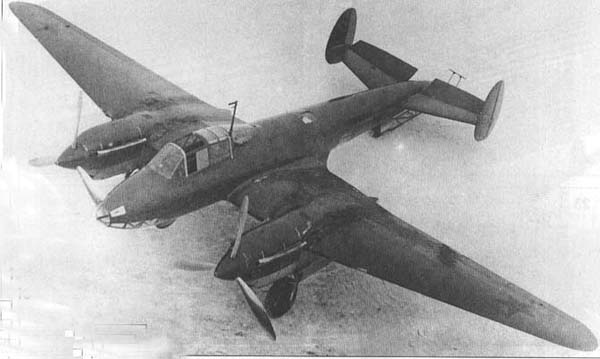
Pe-2, avion soviétique utilisé par le régiment.

Le 587e régiment d'aviation de bombardement (en russe : 587-й бомбардировочный авиационный полк, 587 BAP) est un régiment de l'armée de l'air soviétique pendant la Seconde Guerre mondiale. Il était rattaché au groupe d'aviation no 122. Il est ensuite renommé 125e régiment d'aviation de bombardement de la Garde (en russe : 125-й гвардейский бомбардировочный авиационный полк, 125 GBAP).

## Personnel
| Escadron | Nom                                                                                       | Grade               | Compétence           | Remarques |
| -------- | ----------------------------------------------------------------------------------------- | ------------------- | -------------------- | --- |
|          | Marina Mikhaïlovna Raskova Марина Михайловна Раскова                                      | майор               |                      | Commandante du régiment jusqu'à sa mort en 1943                                                                                                   |
|          | Valentin Vassillievitch Markov Валентин Васильевич Марков « Baïonnette » puis « Papa »    | майор, подполковник |                      | Commandant du régiment de 1943 à 1945 |
|          | Nadejda Nikiforovna Fedutenko Надежда Никифоровна Федутенко                               | майор               |                      | plus de 60 sorties sur Pe-2 et R-5, Héroïne de l'Union Soviétique                                                                                 |
|          | Mariya Ivanovna Dolina Мария Ивановна Долина                                              | капитан             | Pilote               | 72 sorties et 3 victoires aériennes partagées, Héroïne de l'Union Soviétique                                                                      |
|          | Galina Ivanovna Djounkovskaïa (Markova) Галина Ивановна Джунковская                       | старший лейтенант   | Navigatrice          | 125 sorties et 2 victoires aériennes partagées, Héroïne de l'Union Soviétique                                                                     |
| 2e       | Klavdia Iakovlevna Fomitcheva Клавдия Яковлевна Фомичёва                                  | капитан             |                      | 55 sorties et 11 victoires aériennes partagées, Héroïne de l'Union Soviétique                                                                     |
|          | Irina Minakova Ирина Минакова                                                             |                     |                      | faisait partie des 17 étudiantes de l'université de Moscou, département « sciences physiques »                                                    |
|          | Galina Pavlovna-Brok                                                                      |                     |                      | |
|          | Valentina Flegontovna Savitskaïa (Kravtchenko) Валентина Флегонтовна Савицкая (Кравченко) | капитан             | Navigatrice          | Héroïne de la fédération de Russie |
|          | Olga Mitrofanovna Sholokhova Ольга Митрофановна Шолохова                                  |                     |                      | |
|          | Yuliya Tiulakova                                                                          |                     | Technicienne         | |
|          | Stepana Tsidrikova Степана Цидрикова                                                      | сержанта            | Radio / Mitrailleuse | |
|          | Valentina Volkova Валентина Волкова                                                       |                     | Navigatrice          | |
|          | Antonina Leontievna Zoubkova Антонина Леонтьевна Зубкова                                  | старший лейтенант   |                      | 68 sorties, faisait partie des 17 étudiantes de l'université de Moscou, département « mécanique et mathématiques », Héroïne de l'Union Soviétique |
|          | Praskovia Zoueva Прасковья Зуева                                                          |                     | Navigatrice          | faisait partie des 17 étudiantes de l'université de Moscou, département « mécanique et mathématiques »                                            |